# Pseudoarcte melanis
Pseudoarcte melanis là một loài bướm đêm trong họ Noctuidae.